# صنایع دست‌ساز

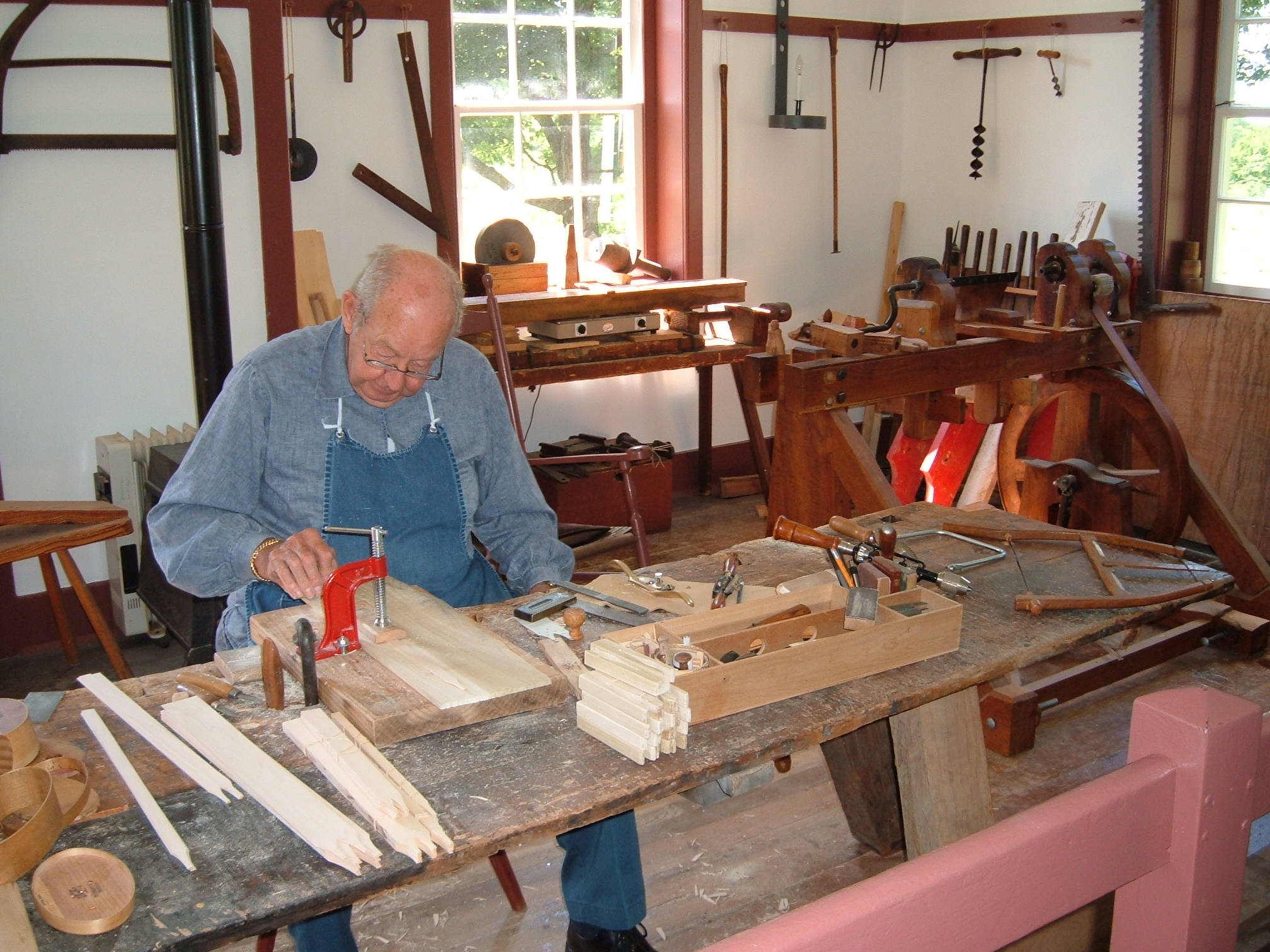
یک هنرمند جعبه‌ها را به شیوهٔ در قرن نوزدهم می‌سازد.

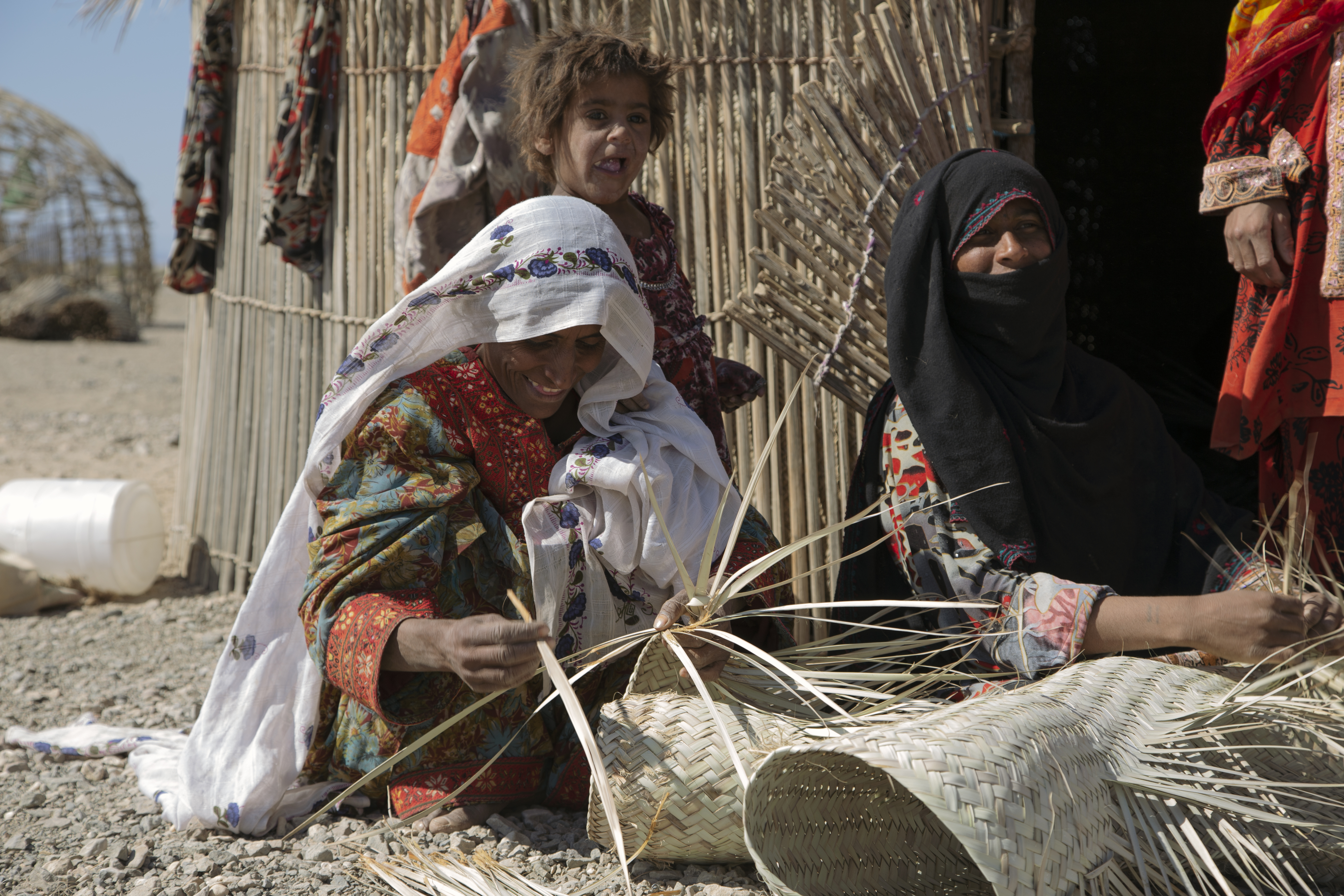
حصیربافی با دست در سیستان و بلوچستان ایران و میان قبایل بدوی

صنایع دست‌ساز (انگلیسی: Craft production) به کارهای تولیدی که با دست و بدون دخالت ابزار ماشینی انجام می‌گیرد گفته می‌شود. این عبارت در مورد کارهای دست‌ساز نظیر ساخت وسایل سرگرمی یا شیوه‌های کار ماقبل دوران صنعتی مثل کارهای کوزه‌گری نیز اطلاق می‌گردد.

## اقتصاد صنایع دست‌ساز
حاصل صنعت‌دستی تولید یک واحد کالا است. در حالیکه ممکن است این کالا با کیفیت بالا هم درست شده باشد. منحصر به فرد تولید شدن چنین کالایی مانند تولید اتومبیل‌های اولیه می‌تواند مضر باشد. جیمز وماک، دانیل تی. جونز و دانیل روس در کتاب «ماشین دنیا را تغییر داد» به تفصیل شیوهٔ ساخت اولین اتومبیل را شرح داده‌اند. از اینکه چنین خودرویی منحصر بفرد است و تعویض هر قطعه‌ای از آن باید از روی قطعه خراب شده بازسازی شود تا بتوان روی آن اتومبیل ویژه نصب و خورانده شود. در حالیکه در تولید انبوه و استاندارد قطعات خودروهای تولید شده با استاندارد و تضمین‌دار قابل استفاده در خودروهای تولید شده می‌باشد. در تولید انبوه ممکن است قطعاتی هم نسبت به قطعه دست‌ساز مشابه دارای اشکالاتی باشد. برای مثال در تولید انبوه صنعت‌کارانی که در تولید کارهای دستی اشتغال داشتند را برای چک و بازنگری اشکالات قطعات بکار می‌گیرند تا به محصول تولید شده کیفیت بدهد. هدف تولید ناب این است که کیفیت تولید را از کیفیت صنایع دست‌ساز بالاتر ببرد و اشکالات تولید انبوه را برطرف و بازده تولید را بالا ببرد.

## تولید صنایع دست‌ساز در مقیاس جامعه
تولید اقلام دست‌ساز بخشی از اقتصاد غیررسمی در برخی شهرهاست، مثل استانبول در ترکیه که درآمد حاصله از کارهای دستی سرچشمه درآمد واقعی مردم صنعتکار ترکیه است. بازار این صنعتگران از تعاملات اجتماعی، و گفتگوهای شفاهی که موجب تغییرات در تولید کالاها می‌گردد، خیلی مستقل است. اکثراً اقتصادی که روی کارهای صنعت دست‌ساز سوار است به دلیل این است که جامعه‌ای بر روی فعالیتهای تولیدی همین صنعتگران که در محل و همسایگی کار می‌کنند، بنا شده‌است. صنایع دست‌ساز اکثراً به دلیل نیاز و وابستگی برخی خانواده‌ها به برخی اقلام خاص است مانند کوزه‌های دوران میومان در کره؛ و تغییرات در اقتصاد مبتنی بر صنایع دست‌ساز همراه با تغییرات در مناسبات اجتماعی است، مانند کره که از دوران سفال‌سازی میومان وارد دوران جدیدی شد. همه رشته‌های کارهای دست‌ساز ساده نیستند، در برخی از رشته‌های صنایع دستی نیاز به تخصص و آموزش اولیه و کارآموزی هست.